# Nebria shibanaii
Nebria shibanaii (лат.) — вид жуков-жужелиц из подсемейства плотинников. Номинативный подвид распространён на Курильских островах (Кунашир); N. s. sakagutii — в Японии (Хоккайдо). Длина тела имаго 11,8 мм. Спинная сторона тела чёрная с синим металлическим отливом.

## Классификация
Выделяют 2 подвида:
- Nebria shibanaii sakagutii Nakane, 1957
- Nebria shibanaii shibanaii Ueno, 1955